# Manoir du Lézard
Le manoir du Lézard est situé à Bourbriac, en France.

## Localisation
Le manoir est situé sur la commune de Bourbriac, dans le département des Côtes-d'Armor, dans la région Bretagne.

## Description
La chapelle privée du Lézard se trouve à Saint-Adrien (ancienne trève de Bourbriac).

## Historique
Le manoir est la propriété de la famille Bizien de Lézard dont une autre branche possédait le manoir du Helloc, aussi en Bourbriac.
Il est inscrit au titre des monuments historiques par arrêté du 20 janvier 1926.

## Protection
Éléments protégés : la façade du manoir, l'entrée de la cour et l'entrée de la propriété avec ses balustres.